# Cambio en la cultura
Los cambios que incluyen en el cultura cultura altistica es un término utilizado en la formulación de políticas públicas, que enfatiza la influencia del capital cultural en el comportamiento individual y comunitario. A veces también se le ha llamado 'Reposicionamiento de la cultura', lo que significa la reconstrucción del concepto cultural de una sociedad. Se hace hincapié en los determinantes del capital social y cultural de la toma de decisiones y en la forma en que éstas interactúan con otros factores como la disponibilidad de información o los incentivos financieros a los que se enfrentan las personas para impulsar el comportamiento.
Estas influencias del capital cultural incluyen el papel de los padres, las familias y los asociados cercanos; organizaciones tales como escuelas y lugares de trabajo; comunidades y vecindarios; e influencias sociales más amplias tales como los medios de comunicación. Se argumenta que este capital cultural se manifiesta en valores específicos, actitudes o normas sociales que a su vez guían las intenciones de comportamiento que los individuos adoptan con respecto a determinadas decisiones o líneas de acción. Estas intenciones de comportamiento interactúan con otros factores que impulsan el comportamiento, como los incentivos financieros, la regulación y la legislación, o los niveles de información, para impulsar el comportamiento real y, en última instancia, retroalimentar el capital cultural subyacente.
En general, los estereotipos culturales presentan una gran resistencia al cambio y a su propia redefinición. La cultura, a menudo aparece fija al observador en cualquier punto en el tiempo porque las mutaciones culturales ocurren de manera incremental. El cambio cultural es un proceso a largo plazo.  Los responsables políticos deben hacer un gran esfuerzo para mejorar algunos aspectos básicos de los rasgos culturales de una sociedad.

## Impactos

### Comunicación
El desarrollo de la tecnología de la información y la comunicación cambia la forma en que nos comunicamos. En el pasado, la comunicación se realizaba por correspondencia, pero ahora se hacía por texto o correo electrónico. En el pasado también había un telegrama y un telégrafo, pero ahora su papel ha sido reemplazado por teléfonos, teléfonos celulares y redes sociales. Esto prueba que el desarrollo tecnológico puede causar cambios culturales en la comunidad.

### Vestir
En el pasado, las personas se enorgullecían de usar ropa tradicional de sus respectivas regiones. Sin embargo, en este momento se siente muy difícil de encontrar a menos que haya eventos tradicionales. La forma de vestir está influenciada por la información obtenida de diversos medios, como la televisión e Internet. En la actualidad, la forma de vestirse en una parte de la sociedad está muy influenciada por la cultura occidental. Ya que la forma de vestir se ha vuelto más moderna.

### Estilo de vida
Algunas personas adoptan un buen estilo de vida en sus vidas, como ser vegetariano, adicto al trabajo y otros. Pero también hay muchos que también pueden hacer que las personas que caen en un mal estilo de vida no estén de acuerdo con la personalidad nacional, como las drogas, etc.

### Emancipación de la mujer.
Una forma de cambio cultural que ocurre en la sociedad es la emancipación de las mujeres, lo que significa que las mujeres tienen el mismo grado que los hombres. En el pasado, rara vez veíamos mujeres que fueran líderes, incluso había sentencias de los padres que decían que las vidas de las mujeres estaban alrededor de la cocina, los pozos y los colchones. En este momento es ciertamente diferente, muchas mujeres han desempeñado roles importantes en este país, como parlamentarios, líderes de empresas, etc.

### Comunidad crítica
El desarrollo de la información y la comunicación facilita el acceso a la información. Esta información se puede obtener de varios medios de comunicación, como periódicos, televisión, internet, etc. Esto hace que nuestra sociedad sea más inteligente y crítica, por ejemplo, las personas siempre comentan las políticas implementadas por el gobierno para este país, especialmente si la política no es populista a los ojos de la gente.

### Cultura erosionada
No pocas culturas occidentales que ingresan a otros países, por ejemplo, son la celebración de Halloween y/o San Valentín. Aunque estas culturas no son la cultura indígena local, pocas personas locales conservan la cultura. Muchas personas afirman que la cultura extranjera es mucho más interesante que su propia cultura, lo que provoca un deterioro en la cultura local.

### Uso de idiomas regionales
Ejemplos de otros cambios culturales son el uso de idiomas regionales que son cada vez más raros. Sin embargo, hoy en día muchas personas locales tienden a utilizar el idioma nacional. Esto no es sin razón, porque el idioma nacional es mejor comprendido por todos, mientras que el idioma regional solo lo comprenden las personas de ciertas regiones. El lenguaje internacional también se difundió debido a la inclusión de la tecnología en la sociedad. Esto también refiere a la pérdida o a la falta de costumbre de practicar su lengua materna.